# Valentim Gentil (São Paulo)
Valentim Gentil est une municipalité brésilienne de la microrégion de Votuporanga.